# Венценосные мухоеды
Венценосные мухоеды, или королевские мухоеды (лат. Onychorhynchus) — род воробьинообразных птиц семейства титировых (Tityridae).
Названы «венценосные мухоеды» из-за яркого хохолка из перьев, который можно увидеть раскрытым очень редко, за исключением случаев спаривания, прихорашивания, ухаживания и ухода за ним.
Обитают на юге Северной Америки, а также в Центральной и Южной Америках.
В состав рода включают два вида:
- Onychorhynchus coronatus (Statius Müller, 1776) — Амазонский венценосный мухоед, или амазонский королевский мухоед
- Onychorhynchus swainsoni (Pelzeln, 1858)